# 七尾市立北星小学校
七尾市立北星小学校(ななおしりつ、ほくせいしょうがっこう）は、かつて石川県七尾市鵜浦町下部にあった公立小学校。七尾湾と富山湾を隔てる崎山半島の先端に位置した。1978年に開校し、2015年に閉校した。

## 沿革
1978年4月に三室・鵜浦・上湯川・江泊小学校の4校の統合により開校。2005年から石川県愛鳥モデル校に5年間指定された。
男子495人、女子487人、計982人の卒業生を送り出し、2015年3月に閉校。37年の歴史に幕を下ろした。

## 特徴
校区が広いため、半数以上の児童がスクールバスで通学していた。秋の恒例行事として、20年以上に亘って実施された釣り大会があった。シマダイ（イシダイの若魚）やカワハギやフグなどを釣ることができ、この釣り大会を通して同級生間または下級生と上級生の交流があった。

## 校訓
- 考える子[2]
- やさしい子[2]
- たくましい子[2]